# 莱缪尔·格列佛
莱缪尔·格列佛（英語：Lemuel Gulliver），他是爱尔兰作家乔纳森·斯威夫特的小说《格列佛游记》中的虚构主人公和叙述者，该小说于1726年首次出版。

## 角色简介
据原著小说描写，格列佛出生于英国诺丁汉郡，1661年，他继承了父亲的一块地产后开始从事船医的职业。在他的航海冒险生涯中，他曾陆续到达过小人国 (《厘厘普游记》) 、大人国 (《布罗丁那格游记》) 、飞岛国 (《诸岛国游记》) 与慧骃国 (《慧骃国游记》) 。格列佛的奇妙冒险始于1699年，结束于1715年；他在最后一次从慧骃国返回故乡后，他变成了一位隐士。书中描写格列佛声称在他最后一次返回英国的五年后，即1720年或1721年撰写了他的回忆录。

## 流行文化
- 匈牙利作家弗里杰斯·卡林西（英语：Frigyes Karinthy）再次使用格列佛作为讲述他后续冒险旅行的两部小说的主角，即《前往法雷米多的航行（英语：Voyage to Faremido）》（1916年）和《毛细血管》（1921年）。卡林西将他小说中的时间（以及追溯格列佛早期的四次旅行）设定为第一次世界大战前后的年代。
- 艾伦摩尔（英语：Alan Moore）于2007年创作的漫画《非凡绅士联盟：黑色档案（英语：The League of Extraordinary Gentlemen: Black Dossier）》中，格列佛是18世纪非凡绅士联盟（英语：The League of Extraordinary Gentlemen）的领导者，该联盟由猩红皮佩内尔（英语：The Scarlet Pimpernel）与他的妻子芬妮·希尔（她与格列佛有过浪漫关系）、辛医生（英语：Doctor Syn）、纳蒂·邦波（英语：Nathaniel Bumppo）和奥兰多组成。该系列的格列佛显然比原版至少年轻一代，以便他与18世纪后期的其他虚构角色开展互动。
- 格列佛在安德鲁·道尔顿的儿童小说“Malplaquet”三部曲中被提及[1][2][3]。特倫斯·韓伯瑞·懷特的《玛莎姆夫人的安息（英语：Masham's Repose）》中汲取了原著最初的灵感，描述了一大群小人国居民秘密生活在英格兰乡村别墅土地上的冒险经历（斯托庄园）。例如，在《马尔普拉凯神庙》中，杰米·汤普森（他们的人类保护者，13 岁）对格列佛第一次被小人国俘虏的那一幕有过梦幻般的想象。
- 在2010年上映的电影《小人国大历险》中，杰克·布莱克饰演的格列佛是一名报社收发室职员，剧中他虽自诩为作家，但他的大部分作品都抄袭了互联网。格列佛被指派写一篇关于百慕大三角的故事后，他的船在海上迷路了，醒来后他发现自己在小人国。

## 天文学命名
在火星最大的自然卫星火卫一上，其中的一个陨石坑便是以格列佛的名字来命名。

## 文献来源
- 乔纳森·斯威夫特的《格列佛游记》（1726年）